# Giuseppe Rossi (1904-1948)
Giuseppe Rossi (Firenze, 7 agosto 1904 – 13 agosto 1948) è stato un sindacalista e politico italiano. Assieme all'archeologo Ranuccio Bianchi Bandinelli assunse la decisione di far uccidere il filosofo Giovanni Gentile.

## Biografia
Operaio e sindacalista, è stato leader del Partito Comunista a Firenze. Fu condannato a scontare sei anni e due mesi di reclusione dal tribunale speciale per la difesa dello Stato.
Nel dopoguerra viene eletto all'Assemblea Costituente e successivamente fu nominato senatore sulla base della III disposizione transitoria della Costituzione nell'aprile 1948; muore nell'agosto dello stesso anno.